# Humanitas (revista)
Humanitas: Revista de antropología y cultura cristiana es una revista chilena cuatrimestral editada por la Pontificia Universidad Católica de Chile por Ediciones UC. Fue fundada en 1995 por el rector de la universidad Juan de Dios Vial Correa, junto con el decano de filosofía Pedro Morandé y unos profesores de la universidad para seguir la labor religiosa esta institución educativa.
En el año 2022 la revista alcanzó los 100 números de esta, y con el pasar de los años alcanzó los 1350 artículos que fueron escritos por 540 autores distintos. Actualmente la revista es dirigida por Eduardo Valenzuela Carvallo.

## Colaboradores destacados
- Gisela Silva Encina
- José Luis Cea
- Gonzalo Ibáñez